# びーびーテレビ大混戦
『びーびーテレビ大混戦』（びーびーテレビだいこんせん）は、1978年10月27日から同年12月29日まで東京12チャンネル（現・テレビ東京）で放送されていたバラエティ番組である。企画制作は渡辺プロダクション。日本専売公社（現・日本たばこ産業）の一社提供で「日専アワー」をサブタイトルに冠していた。放送時間は毎週金曜 20:00 - 20:54 （日本標準時）。

## 概要
歌とコントを主軸にしていた番組で、ハナ肇、桂三枝（現・六代桂文枝）、ザ・ハンダース、アン・ルイス、おすぎとピーコ、ビジーフォーがレギュラー出演していた。番組は「桂三枝の偉人伝」「水戸拷問」「ハナ肇の人生相談」「おすぎとピーコの月光仮面」などのコーナーによって構成されていた。

## スタッフ
- 作・構成：田村隆、下山啓、浦沢義雄
- 音楽：渡辺茂樹
- 技術：石川清一
- カメラ：細野克雄
- 音声：塩崎太輔
- 照明：金子清二
- VTR：長野俊明
- VE：曽根田三男
- 音響効果：佐藤僖純
- 美術デザイン：梢健児
- 美術進行：安川毅
- 制作担当：小松健容
- 技術協力：東通
- 制作協力：映像企画
- 演出：上村達也
- プロデューサー：前原雅勝（渡辺プロダクション）、近藤勝彦（東京12チャンネル）
- 制作：松下治夫（渡辺プロダクション）
- 企画制作：渡辺プロダクション
- 製作：東京12チャンネル

## ネット局
- 東京12チャンネル（制作局）
- サンテレビ - 同時ネット[2]。
- 近畿放送 - 同時ネット[2]。
- テレビ和歌山 - 同時ネット[2]。